# توماس تشانغ
توماس تشانغ هو طبيب كندي، ولد في 8 أبريل 1933 في شانتو في الصين.